# Papa Hormisdas
Papa Hormisdas (n. 450 d.Hr., Frosinone, Lazio, Regatul Italiei – d. 6 august 523 d.Hr., Roma, Regatul Ostrogot⁠(d)) a fost  Papă al Romei în perioada 20 iulie 514 - 6 august 523.

## Origine
S-a născut în orașul Frosinone, Italia. Înainte de a deveni papă a deținut funcția de diacon și a fost căsătorit, soția îi va muri, iar fiul său avea să devină Papa Silveriu.

## Activitate
Printre primele activități ale Papei Hormisdas a fost înlăturarea vestigiilor antipapei Laurențiu, primind în sânul bisericii pe cei care fuseseră excomunicați de schisma internă a Bisericii de Apus.
Următoarea mișcarea a fost îndreptată către Biserica de Răsărit, cu scopul de a stinge schisma existentă încă din 484, din timpul Papei Felix al III-lea care l-a excomunicat pe Acacius, Patriarhul Constantinopolului. Astfel Papa Hormisdas a adus la reconcilierea teologică între Roma și Constantinopol în anul 519 prin intermediul a ceea ce a fost numit "Formula lui Hormisdas".